# Quarta capella
Een quarta capella (ook kwartkapel, kwartkerk,  ecclesia appendix genoemd) was in de middeleeuwen een parochiekerk die een kwart van de cijns (belastingen) afdroeg omdat ze maar beperkte inkomsten had. De parochie waar de kerk toe behoorde, ontstond door verdere afsplitsing van een dochterkerk. In de praktijk werden alle rituelen en sacramenten uitgevoerd, precies zoals in een “integra ecclesia” of gehele kerk. Kerken met een lage rang lijken van relatief late datum (na het jaar 1000) te zijn. Ze zijn vaak  afhankelijk van een andere, hoger gewaardeerde kerk.
Andere bronnen vermelden dat een  'capella quarta' werd opgericht om aan de geestelijke noden van de bevolking te voldoen. Hier werd bv. op Zon- en feestdagen de eucharistie gelezen en waaraan misschien het recht van dopen werd toegekend. Het kon gebeuren dat ze later van de moederkerk „ecclesia decimalis seu matrix” afgescheiden werd en tot „ecclesia Integra” of volledige parochie-kerk verheven werd.
De welvarendste kerk, de zogenoemde ecclesia integra, betaalde het meest.

## Verschil in betalingen[3]
Het 'Cathedraticum', een som geld die jaarlijks aan een bisschop moet worden betaald als teken van eer en onderwerping, moest betaald worden in het tweede jaar en een schrikkeljaar, voor zonsondergang van H. Blasius (2 februari) en was verschillend naargelang de inkomsten van de kerk:
- voor een ecclesia integra : 3 gulden, 8 stuivers en 8 denarien
- voor een ecclesia media : 35 stuivers en 1 blank (een kleine zilverpenning met een waarde van 3/4 stuiver)
- voor een quarta capella : 19,5 stuivers.

Het obsonium, een voedselprovisie voor de bisschop, moest betaald worden in het eerste jaar na een schrikkeljaar, en verschilde eveneens naargelang het vermogen van de kerk:
- voor een ecclesia integra :35 stuiver en 1 blank
- voor een ecclesia media :19,5 stuiver
- voor een quarta capella: 11 stuiver en 1/2 blank

## Voorbeelden
- De Sint-Amanduskerk in Hoeleden was vroeger een hulpkapel, een  quarta capella.
- De middeleeuwse Sint-Andreaskerk van Oostelbeers had de rang van quarta capella. In 1400 was het een appendix van Oirschot met de status van ecclesia. Het patronaatsrecht werd er sinds 1207 uitgeoefend door de abt van Tongerlo. De kerk stond in de akker. In 1839 was er geen bebouwing in de omgeving van de kerk. Van de kerk resteert alleen nog de ruïne van de kerktoren.[4]
- De middeleeuwse  Sint-Willibrordkerk van Casteren had de rang van quarta capella en de status van appendix van Hilvarenbeek. De patronaatsrechten waren in handen van deken en kapittel van Sint-Petrus te Hilvarenbeek.[5]
- De middeleeuwse parochiekerk van Reusel is gewijd aan Onze-Lieve-Vrouw en/of Onze-Lieve-Vrouw Tenhemelopneming. De kerk had de rang van quarta capella en de status van ecclesia. Het patronaatsrecht was aanvankelijk in handen van de Van Altena’s, maar sinds de 12e eeuw van de abt van Floreffe.[6]
- Mheer was evenals Noorbeek tot in de 17de eeuw als ‘quarta capella’ afhankelijk van de kerk in het Belgische 's-Gravenvoeren.[7]
- De kerk van Hulsel verschijnt in de kerkelijke archieven van de 15e en 16e eeuw als een “quarta capella”, wat betekent dat het onderaan in de rangorde staat  en geen rijke is. De term “quarta capella” is wat verwarrend, want het geeft de indruk dat het maar 1/4 deel van een volwaardige kerk is. De kerk van Hulsel zou een aanhangsel geweest kunnen zijn van de kerk van Lage Mierde. Uit gegevens van Abt Willem van Rijkel van de Abdij van St. Truiden blijkt dat de abdij gerechtigd is tot de tienden van Hulsel en het recht bezit om de pastoor te benoemen. De patroonheilige van de kerk is Sint-Clemens, wat er ook op wijst, dat de kerk is opgericht door de Abdij van St. Truiden. Zeker is, dat genoemde abdij definitief eigenaar is in het jaar 1179.[1]